# 삼성 갤럭시 엑스커버 프로
삼성 갤럭시 엑스커버 프로는 삼성전자의 갤럭시 엑스커버 시리즈들 중 하나이며 2020년 1월에 공개된 스마트폰이다.